# Aleksandr Krusser
Aleksandr Siemionowicz Krusser (ros. Александр Семёнович Круссер; ur. 13 września 1893 we wsi Skulany w guberni besarabskiej, zm. 10 czerwca 1919 w Połogach w guberni taurydzkiej) – rosyjski rewolucjonista, żołnierz, uczestnik wojny domowej w Rosji.

## Życiorys
Urodzony w rodzinie szlacheckiej, od 1912 studiował w Petersburskim Instytucie Elektrotechnicznym, później na Uniwersytecie Petersburskim, 1913 wstąpił do SDPRR(b). W 1916 powołany do rosyjskiej armii, był elewem szkoły chorążych, w 1917 członek Komitetu SDPRR(b) Frontu Rumuńskiego, od 1917 propagandzista Piotrogrodzkiego Komitetu SDPRR(b). Od marca 1918 komisarz przy inspektorze artylerii 8 Armii (Armia Czerwona), od 20 kwietnia 1918 dowódca 4 Armii Ukraińskiej (Donieckiej), w 1918 pomocnik dowódcy 5 Armii Dońskiej, od listopada 1918 szef Wydziału Kontroli Wojskowej Sztabu 10 Armii. Od stycznia 1919 sekretarz Kolegium NKWD Ukraińskiej SRR, do maja 1919 członek Najwyższego Trybunału Rewolucyjnego Ukraińskiej SRR, od kwietnia 1919 dowódca pułku w Kijowie, 1919 ludowy komisarz spraw wewnętrznych Besarabskiej SRR i ludowy komisarz ds. wojskowych Besarabskiej SRR oraz dowódca 3 Zadnieprzańskiej Brygady Piechoty. Zginął w walce w stanicy Połogi na Krymie.